# 伊坂重憲
伊坂 重憲（いさか しげのり、1950年 - ）は、日本の実業家、馬主。パチンコホールを運営する株式会社ヤマシゲ・エンタープライズ代表、神奈川県遊技場共同組合理事長、神奈川福祉事業協会会長を務める。

## 経歴・人物
24歳の頃に音楽喫茶を立ち上げ、初の起業をする。同時にゲーム機のリース販売事業も行っていたが、その時の取引先であったパチンコ店がこれから伸びると考えたことから、30歳で神奈川県座間市にパチンコ店を開業した。現在は神奈川県大和市でパチンコ店を経営。
父は元検察官・弁護士で平和相互銀行元監査役の伊坂重昭。また日本中央競馬会（JRA）の美浦トレーニングセンターに所属する調教師の伊坂重信は息子。

## 馬主活動

伊坂の勝負服

日本中央競馬会（JRA）および地方競馬（NAR）に登録する馬主としても知られる。勝負服の柄は青、桃星散、冠名には「シングン」を、かつては「デア」も用いた。
「マイナーな子でも大きな賞を取ることがあってロマンを感じる」といい、重賞未勝利ながらシングンオペラをプライベート種牡馬として死亡する2019年まで供用。数少ない産駒からシングンマイケルが現れ、中山大障害など障害競走の重賞を3勝した。
馬主となったきっかけは、小学生の頃に厩務員を務めていた人物の息子の友人とともに馬と触れ合ったこと。

## 主な所有馬

### GI級競走優勝馬
- シングンマイケル（2019年東京ジャンプステークス、東京ハイジャンプ、中山大障害）

### 重賞競走優勝馬
- デアヴィクティー（1999年東京プリンセス賞）

### その他の所有馬
- タケノハナミ[注 2]
- シングンオペラ（2001年アルゼンチン共和国杯3着、種牡馬）